# Аполо 14
Аполо 14 (енгл. Apollo 14) је представљао осму људску мисију у Пројекту Аполу и трећу мисију спуштања на Месец.

## Посада
- Алан Шепард - заповедник
- Стјуарт Руса - пилот командог модула
- Едгар Мичел - пилот лунарног модула

## Резервна посада
- Џин Сернан - заповедник
- Роналд Еванс - пилот командног модула
- Џо Енгл - пилот лунарног модула

## Директори лета
- Пит Френк, „Orange team“
- Глин Линеј, „Black team“
- Милтон Виндлер, „Maroon team“
- Џералд Грифин, „Gold team“

## Параметри мисије
- Маса: ЦСМ 29.240 kg; ЛМ 15.264
- Перихел: 183,2
- Афел: 188,9
- Инклинација: 31.12°
- Период: 88.18 мин
- Место спуштања: 3.64530° Ј - 17.47136° З или 3° 38' 43.08" Ј - 17° 28' 16.90" З